# Pagny-le-Château
Pour les articles homonymes, voir Pagny.
Pagny-le-Château est une commune française située dans le département de la Côte-d'Or et dans la région Bourgogne-Franche-Comté.

## Géographie
Elle se situe entre Seurre et Saint-Jean-de-Losne sur l'ancienne route nationale 476 (actuelle RD 976)..

### Hydrographie
La Saône et l'Ausson sont les principaux cours d'eau parcourant la commune.

### Climat
Pour des articles plus généraux, voir Climat de la Bourgogne-Franche-Comté et Climat de la Côte-d'Or.
En 2010, le climat de la commune est de type climat océanique dégradé des plaines du Centre et du Nord, selon une étude du Centre national de la recherche scientifique s'appuyant sur une série de données couvrant la période 1971-2000. En 2020, Météo-France publie une typologie des climats de la France métropolitaine dans laquelle la commune est exposée à un climat semi-continental et est dans la région climatique Bourgogne, vallée de la Saône, caractérisée par un bon ensoleillement (1 900 h/an), un été chaud (18,5 °C), un air sec au printemps et en été et des vents faibles.
Pour la période 1971-2000, la température annuelle moyenne est de 10,8 °C, avec une amplitude thermique annuelle de 17,6 °C. Le cumul annuel moyen de précipitations est de 857 mm, avec 11,1 jours de précipitations en janvier et 7,5 jours en juillet. Pour la période 1991-2020, la température moyenne annuelle observée sur la station météorologique de Météo-France la plus proche, « Pagny-le-chateau », sur la commune de Chamblanc à 5 km à vol d'oiseau, est de 11,7 °C et le cumul annuel moyen de précipitations est de 802,0 mm,. Pour l'avenir, les paramètres climatiques de la commune estimés pour 2050 selon différents scénarios d'émission de gaz à effet de serre sont consultables sur un site dédié publié par Météo-France en novembre 2022.

## Urbanisme

### Typologie
Au 1er janvier 2024, Pagny-le-Château est catégorisée commune rurale à habitat dispersé, selon la nouvelle grille communale de densité à 7 niveaux définie par l'Insee en 2022.
Elle est située hors unité urbaine. Par ailleurs la commune fait partie de l'aire d'attraction de Dijon, dont elle est une commune de la couronne,. Cette aire, qui regroupe 333 communes, est catégorisée dans les aires de 200 000 à moins de 700 000 habitants,.

### Occupation des sols
L'occupation des sols de la commune, telle qu'elle ressort de la base de données européenne d’occupation biophysique des sols Corine Land Cover (CLC), est marquée par l'importance des territoires agricoles (47,1 % en 2018), une proportion sensiblement équivalente à celle de 1990 (47,2 %). La répartition détaillée en 2018 est la suivante :
forêts (45,7 %), terres arables (40,6 %), prairies (4,6 %), eaux continentales (3,3 %), zones urbanisées (2,5 %), zones agricoles hétérogènes (1,8 %), milieux à végétation arbustive et/ou herbacée (1,2 %), zones industrielles ou commerciales et réseaux de communication (0,3 %). L'évolution de l’occupation des sols de la commune et de ses infrastructures peut être observée sur les différentes représentations cartographiques du territoire : la carte de Cassini (XVIIIe siècle), la carte d'état-major (1820-1866) et les cartes ou photos aériennes de l'IGN pour la période actuelle (1950 à aujourd'hui).

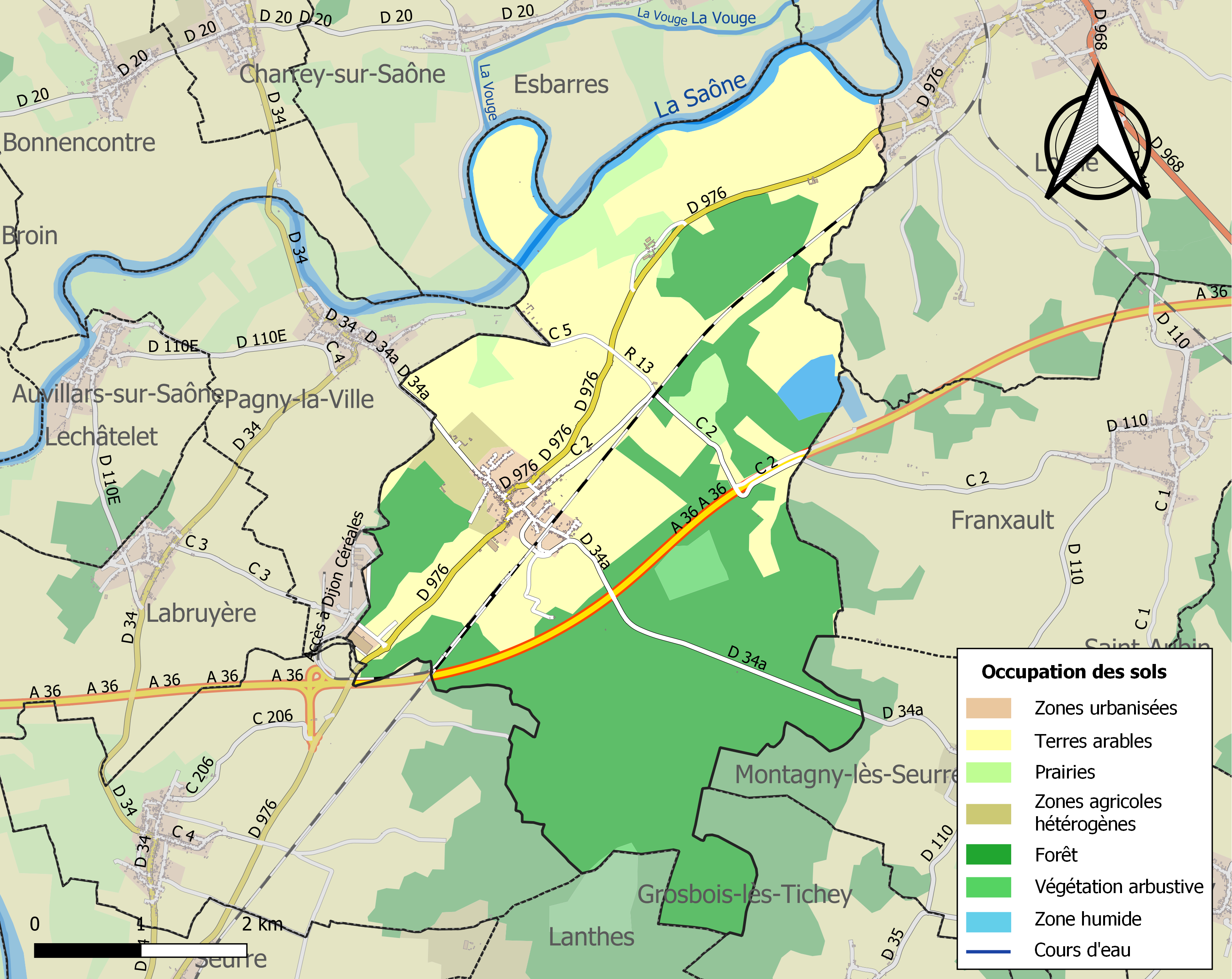
Carte des infrastructures et de l'occupation des sols de la commune en 2018 (CLC).

### Habitat et logement
En 2018, le nombre total de logements dans la commune était de 235, alors qu'il était de 221 en 2013 et de 215 en 2008.
Parmi ces logements, 89,8 % étaient des résidences principales, 4,3 % des résidences secondaires et 6 % des logements vacants. Ces logements étaient pour 98,3 % d'entre eux des maisons individuelles et pour 1,3 % des appartements.
Le tableau ci-dessous présente la typologie des logements à Pagny-le-Château en 2018 en comparaison avec celle de la Côte-d'Or et de la France entière. Une caractéristique marquante du parc de logements est ainsi une proportion de résidences secondaires et logements occasionnels (4,3 %) inférieure à celle du département (5,6 %) et à celle de la France entière (9,7 %). Concernant le statut d'occupation de ces logements, 86,3 % des habitants de la commune sont propriétaires de leur logement (85,9 % en 2013), contre 59,9 % pour la Côte-d'Or et 57,5 % pour la France entière.
| Typologie                                               | Pagny-le-Château | Côte-d'Or | France entière |
| ------------------------------------------------------- | ---------------- | --------- | -------------- |
| Résidences principales (en %)                           | 89,8             | 86        | 82,1           |
| Résidences secondaires et logements occasionnels (en %) | 4,3              | 5,6       | 9,7            |
| Logements vacants (en %)                                | 6                | 8,4       | 8,2            |

## Toponymie
Au fil des siècles, cette commune porta plusieurs noms. Le premier était Pancium. Les suivants furent Paygnay-le-Château et Pagny-la-Brûlée.
Au cours de la période révolutionnaire de la Convention nationale (1792-1795), la commune a porté le nom de Pagny-l'Égalité jusqu'en 1810.
Aujourd'hui, le village s'appelle donc Pagny-le-Château, même si le château fort n'existe plus. Les habitants sont les Pagnitains. À ne pas confondre avec les Pagnotins, population du village voisin de Pagny-la-Ville.

## Politique et administration

### Rattachements administratifs et électoraux

#### Rattachements administratifs
La commune se trouve dans l'arrondissement de Beaune du département de la Côte-d'Or.
Elle faisait partie depuis 1793 du canton de Seurre. Dans le cadre du redécoupage cantonal de 2014 en France, cette circonscription administrative territoriale a disparu, et le canton n'est plus qu'une circonscription électorale.

#### Rattachements électoraux
Pour les élections départementales, la commune fait partie depuis 2014 du canton de Brazey-en-Plaine
Pour l'élection des députés, elle fait partie de la cinquième circonscription de la Côte-d'Or.

### Intercommunalité
Pagny-le-Château est membre de la communauté de communes Rives de Saône, un établissement public de coopération intercommunale (EPCI) à fiscalité propre créé en 2005 et auquel la commune avait transféré un certain nombre de ses compétences, dans les conditions déterminées par le code général des collectivités territoriales.

### Liste des maires
| Période                                  | Période                     | Identité                     | Étiquette | Qualité                                                                        |
| ---------------------------------------- | --------------------------- | ---------------------------- | --------- | ------------------------------------------------------------------------------ |
| 1793                                     | An III                      | Jacques Javouhey             |           | Membre conseil général                                                         |
| An IV                                    | An VI                       | Étienne Duroché              |           | Adjoint municipal, officier public                                             |
| An VII                                   | An VII                      | Étienne Baillet              |           | Agent municipal                                                                |
| An VIII                                  | An VIII                     | Philibert Nicolle            |           | Agent municipal                                                                |
| An VII                                   | An VIII                     | Claude Mercier               |           | Agent municipal                                                                |
| An VIII                                  | 1812                        | Pierre-Louis Baudot          |           |                                                                                |
| 1812                                     | 1816                        | Jacques-Joseph Jobard        |           |                                                                                |
| Les données manquantes sont à compléter. |                             |                              |           |                                                                                |
| 1833                                     | 1838                        | Adrien Baudot                |           |                                                                                |
| Les données manquantes sont à compléter. |                             |                              |           |                                                                                |
| 1848                                     | 1853                        | Balthazard Michaud           |           |                                                                                |
| 1853                                     | 1858                        | Jacques-André Buisson        |           |                                                                                |
| 1858                                     | 1866                        | François Decosne             |           |                                                                                |
| 1866                                     | 1867                        | Jean-Baptiste Mercier        |           |                                                                                |
| 1867                                     | 1871                        | Balthazard Nicaise Jobard    |           |                                                                                |
| 1871                                     | 1884                        | Jacques Grenot               |           |                                                                                |
| 1884                                     | 1888                        | Victor Michaud               |           |                                                                                |
| 1888                                     | 1892                        | Jacques Grenot               |           |                                                                                |
| 1892                                     | 1896                        | François Buisson             |           |                                                                                |
| 1896                                     | 1903                        | Antoine Picard               |           |                                                                                |
| 1903                                     | 1917                        | Félix Seuilley               |           | Mort en fonction                                                               |
| 1917                                     | 1925                        | Louis Cochey,                |           |                                                                                |
| 1925                                     | 1944                        | Ernest Pellestor             |           | Négociant en vins                                                              |
| 1944                                     | 1945                        | Henri Bougaud                |           |                                                                                |
| 1945                                     | 1960                        | Léon Lévy                    |           | Mort en fonction le 17 février 1960 à Saint-Louis (Haut-Rhin)                  |
| 1960                                     | 1971                        | Robert Marchand              | SE        | Coursier                                                                       |
| 1971                                     | 1989                        | Jacques Grenot               | SE        | Agriculteur Ancien président de l'association Foncière de Pagny-le-Château     |
| 1989                                     | 2020                        | Jacques Chossat de Montburon | UMP → LR  | Retraité                                                                       |
| mai 2020                                 | août 2022                   | Hubert Moindrot              | SE        | Boucher charcutier retraité Mort en fonction le 7 août 2022 à Pagny-le-Château |
| octobre 2022                             | En cours (au 1er juin 2025) | Alain Becquart               | SE        | Artisan                                                                        |

## Équipements et services publics

### Enseignement
Le pôle scolaire Jean de Vienne est effectif depuis la rentrée 2010.

### Justice, sécurité, secours et défense
- Centre de première intervention (CPI) de Pagny-le-Château.

## Population et société

### Démographie
L'évolution du nombre d'habitants est connue à travers les recensements de la population effectués dans la commune depuis 1793. Pour les communes de moins de 10 000 habitants, une enquête de recensement portant sur toute la population est réalisée tous les cinq ans, les populations de référence des années intermédiaires étant quant à elles estimées par interpolation ou extrapolation. Pour la commune, le premier recensement exhaustif entrant dans le cadre du nouveau dispositif a été réalisé en 2007.

En 2022, la commune comptait 485 habitants, en évolution de −5,09 % par rapport à 2016 (Côte-d'Or : +0,82 %, France hors Mayotte : +2,11 %).
| 1793 | 1800 | 1806 | 1821 | 1831 | 1836 | 1841 | 1846 | 1851 |
| ---- | ---- | ---- | ---- | ---- | ---- | ---- | ---- | ---- |
| 308  | 587  | 590  | 571  | 600  | 635  | 662  | 675  | 648  |

| 1856 | 1861 | 1866 | 1872 | 1876 | 1881 | 1886 | 1891 | 1896 |
| ---- | ---- | ---- | ---- | ---- | ---- | ---- | ---- | ---- |
| 603  | 630  | 635  | 623  | 626  | 589  | 604  | 588  | 586  |

| 1901 | 1906 | 1911 | 1921 | 1926 | 1931 | 1936 | 1946 | 1954 |
| ---- | ---- | ---- | ---- | ---- | ---- | ---- | ---- | ---- |
| 648  | 590  | 585  | 513  | 467  | 457  | 425  | 453  | 449  |

| 1962 | 1968 | 1975 | 1982 | 1990 | 1999 | 2006 | 2007 | 2012 |
| ---- | ---- | ---- | ---- | ---- | ---- | ---- | ---- | ---- |
| 422  | 428  | 335  | 343  | 477  | 491  | 490  | 490  | 493  |

| 2017 | 2022 | - | - | - | - | - | - | - |
| ---- | ---- | - | - | - | - | - | - | - |
| 514  | 485  | - | - | - | - | - | - | - |

### Vie associative
- Association culturelle et sportive
- Amicale des sapeurs-pompiers
- Société de chasse

## Économie
La commune compte quelques commerces[Quand ?]
- Épicerie du Centre
- Le Comptoir de Pagny, Bar-Restaurant.

À Pagny-le-Château, les touristes peuvent non seulement visiter la chapelle castrale, mais ont également la possibilité de se promener au bord du lac de Chour, une étendue d'eau de 32 hectares apparue à la suite de la construction de l'A36 où il est possible se baigner (un poste de maître-nageur a été créé en juin 2005), de pique-niquer, de faire de la planche à voile, de la plongée...

## Culture locale et patrimoine

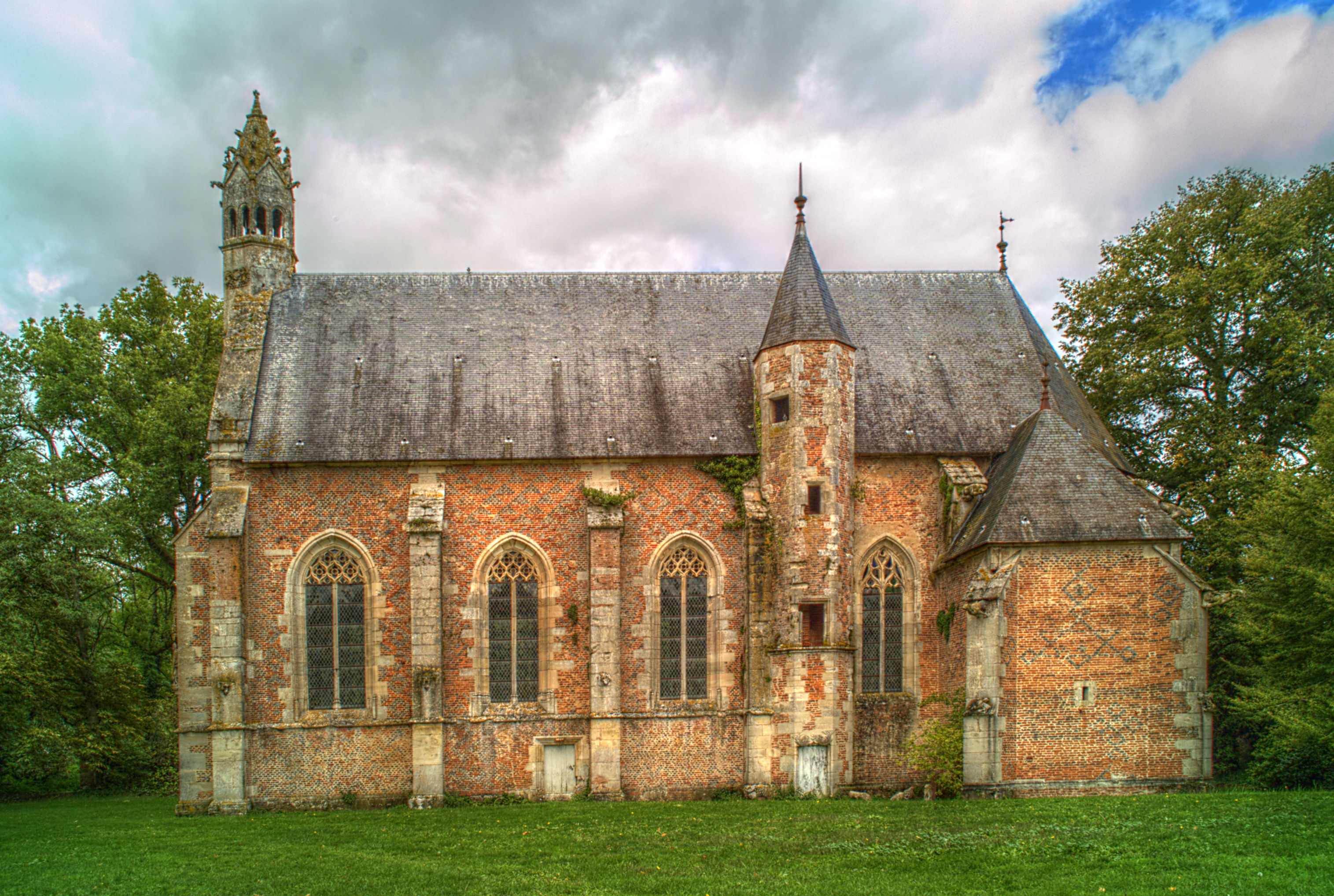
Chapelle castrale.

### Lieux et monuments
- La chapelle castrale : 
Le château fort en briques, construit au XIIe siècle pour la famille de Vienne était ceint d'épaisses murailles surmontées de créneaux et cantonnées de tours rondes. Il fut détruit, puis reconstruit vers 1530 par l'amiral Philippe Chabot : le château était alors composé d'un logis à trois étages accompagné de tours et de pavillons. Du château détruit en 1774, il ne reste qu'une partie des dépendances.
Quant à la chapelle fondée en 1297 par Philippe de Vienne, elle fut reconstruite entre le XVe siècle et le XVIe siècle pour Gérard de Longvy. Elle reçut un décor de la Renaissance, comprenant le portail sculpté daté de 1533, le clocheton de la façade et les chapiteaux historiés de la nef. Au XIXe siècle, une grande partie de son décor sculpté et de son mobilier disparut : aujourd'hui, les pièces les plus importantes sont au musée de Philadelphie (États-Unis) et au musée du Louvre à Paris. Sont présents les tombeaux de Jean de Vienne et Jeanne de Vienne, ainsi que celui de Jean de Longvy.
La chapelle fait partie du paysage, et les nouveaux propriétaires ont construit des chambres d'hôtes dans le parc. Ainsi, les visiteurs ont une magnifique vue sur la chapelle depuis leur chambre.

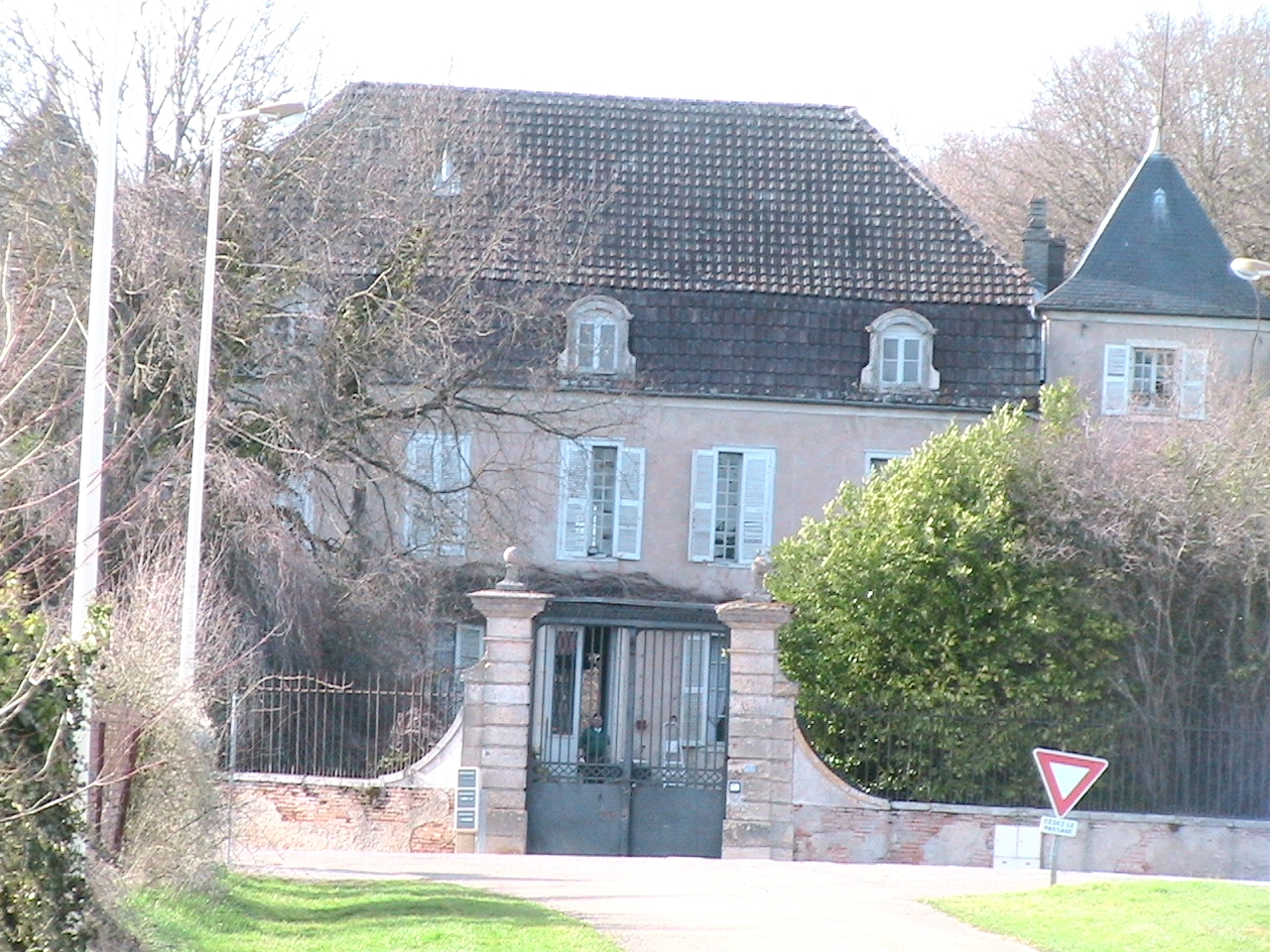
Pagny-le-Château : vue de la Villa Baudot.
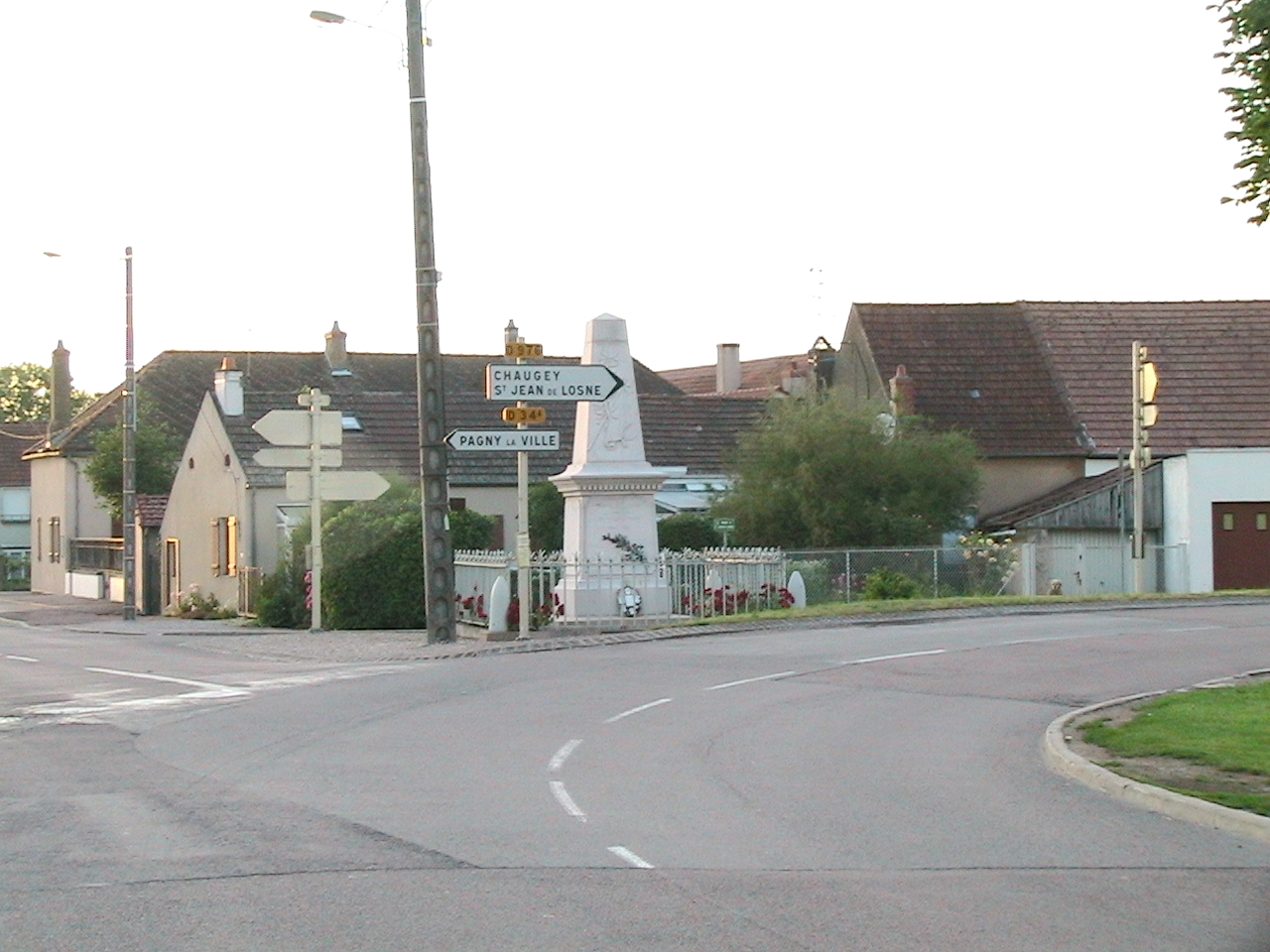
Pagny-le-Château : monument aux morts.
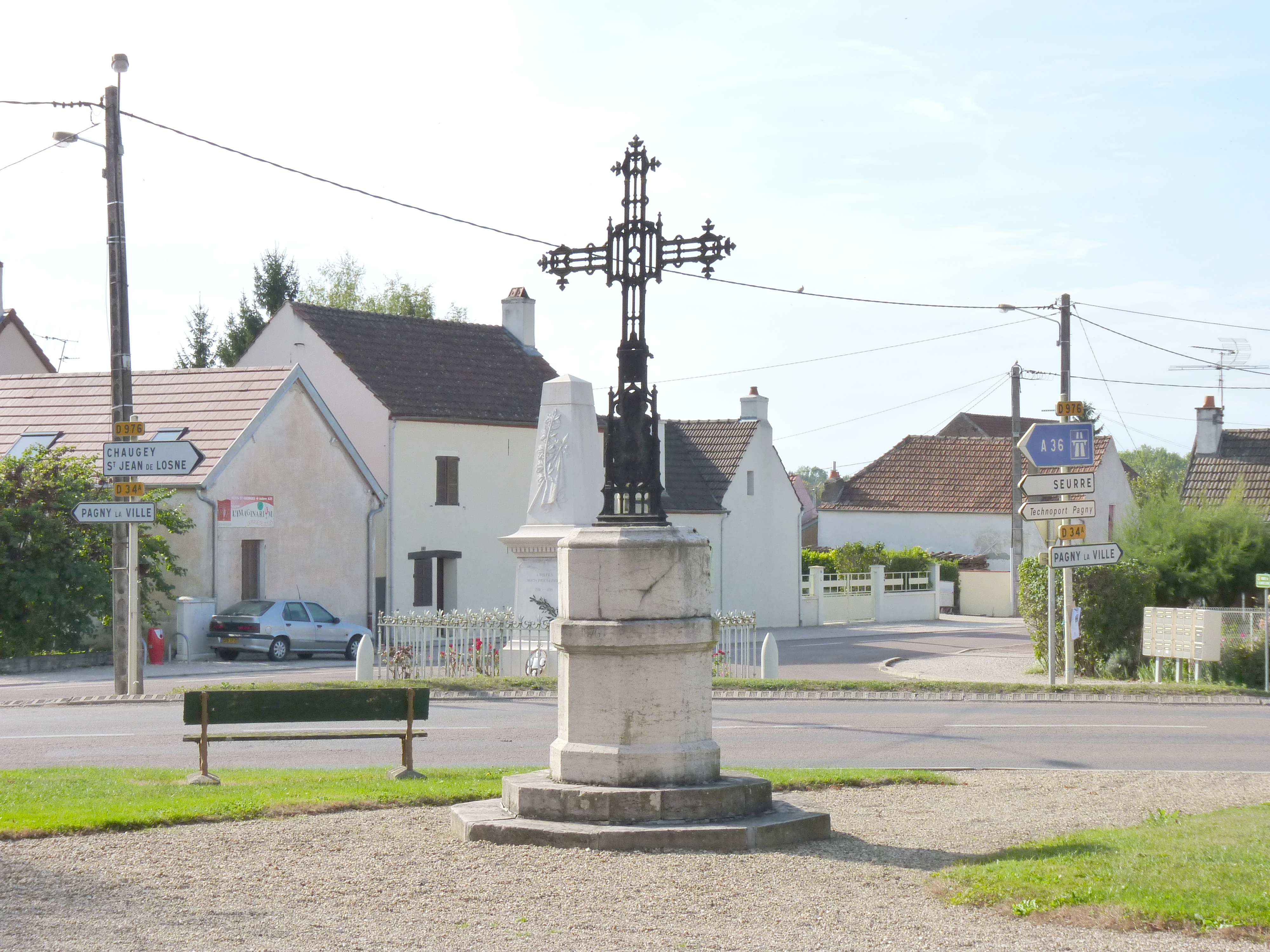
Croix monumentale devant le parvis de l'église
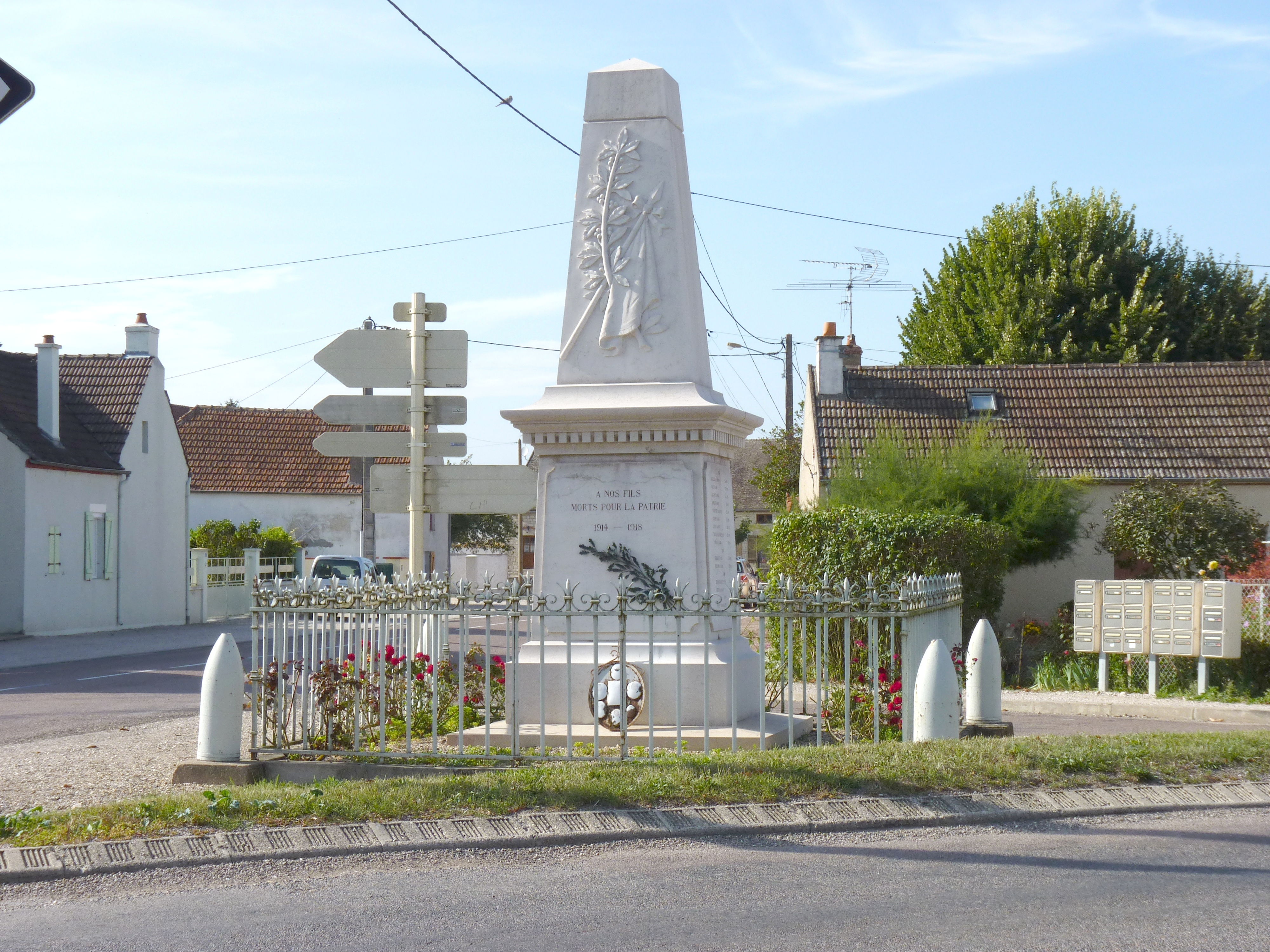
Monument aux morts
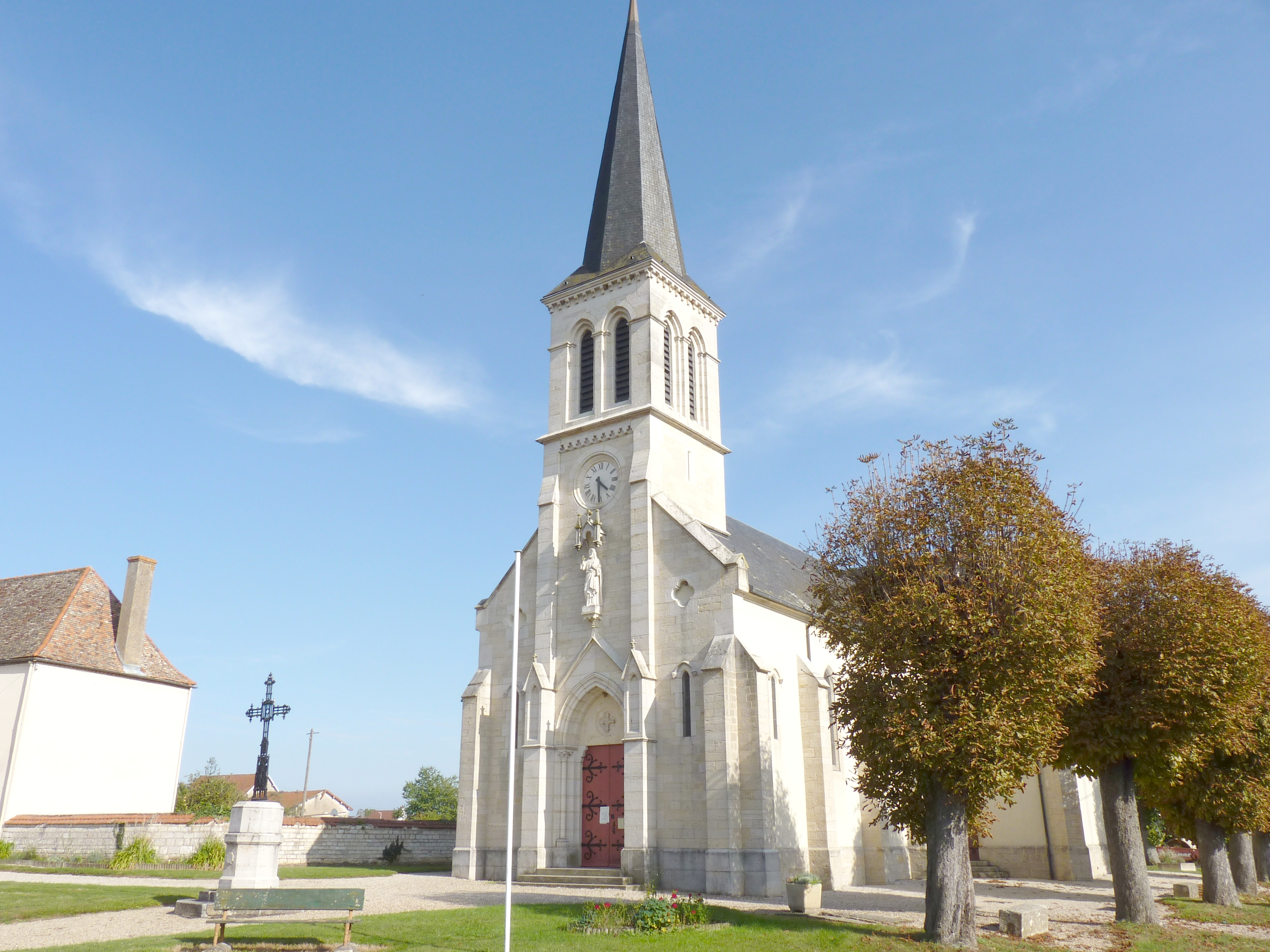
Parvis de l'église paroissiale Saint-Antoin
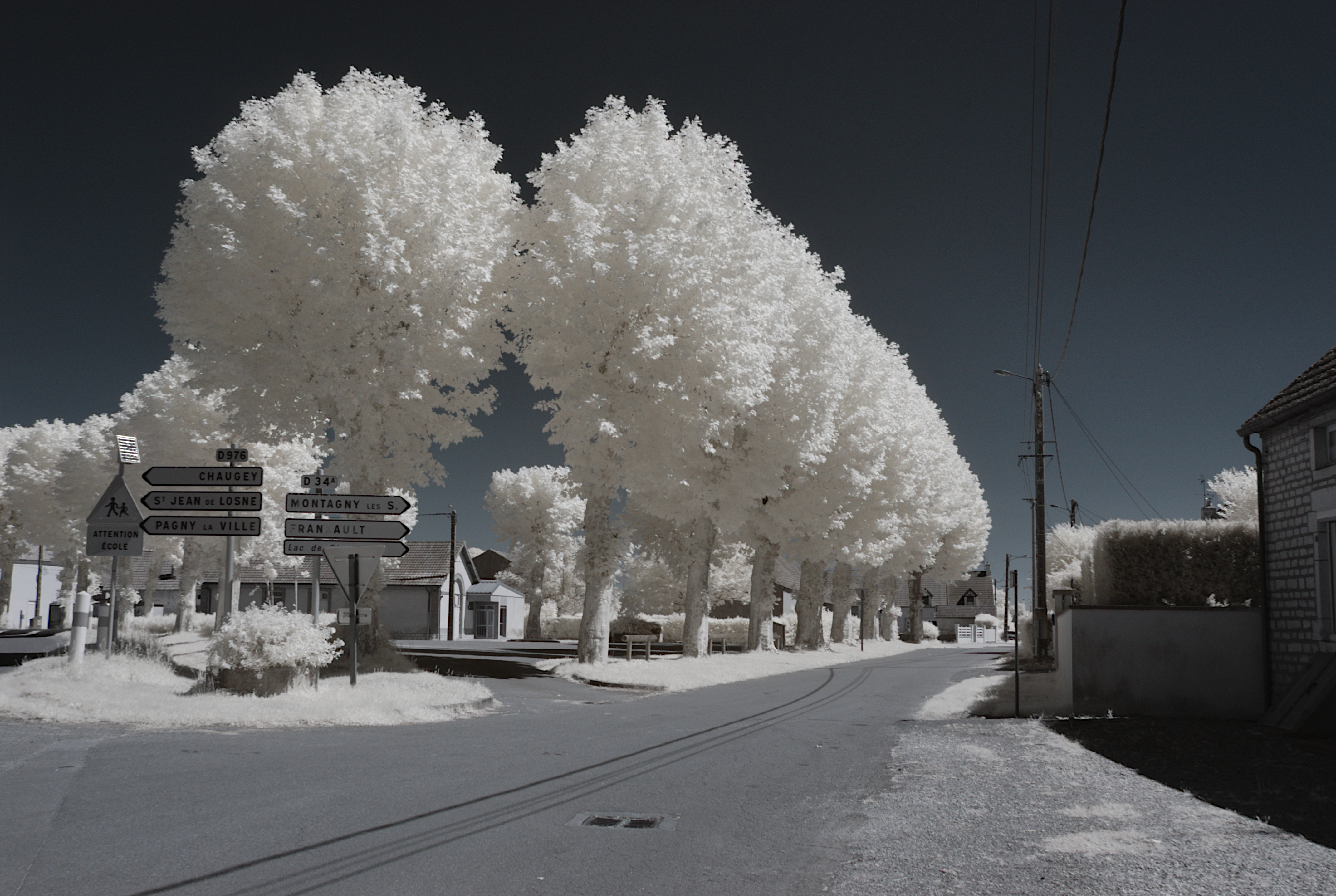
Place des Platanes en infrarouge
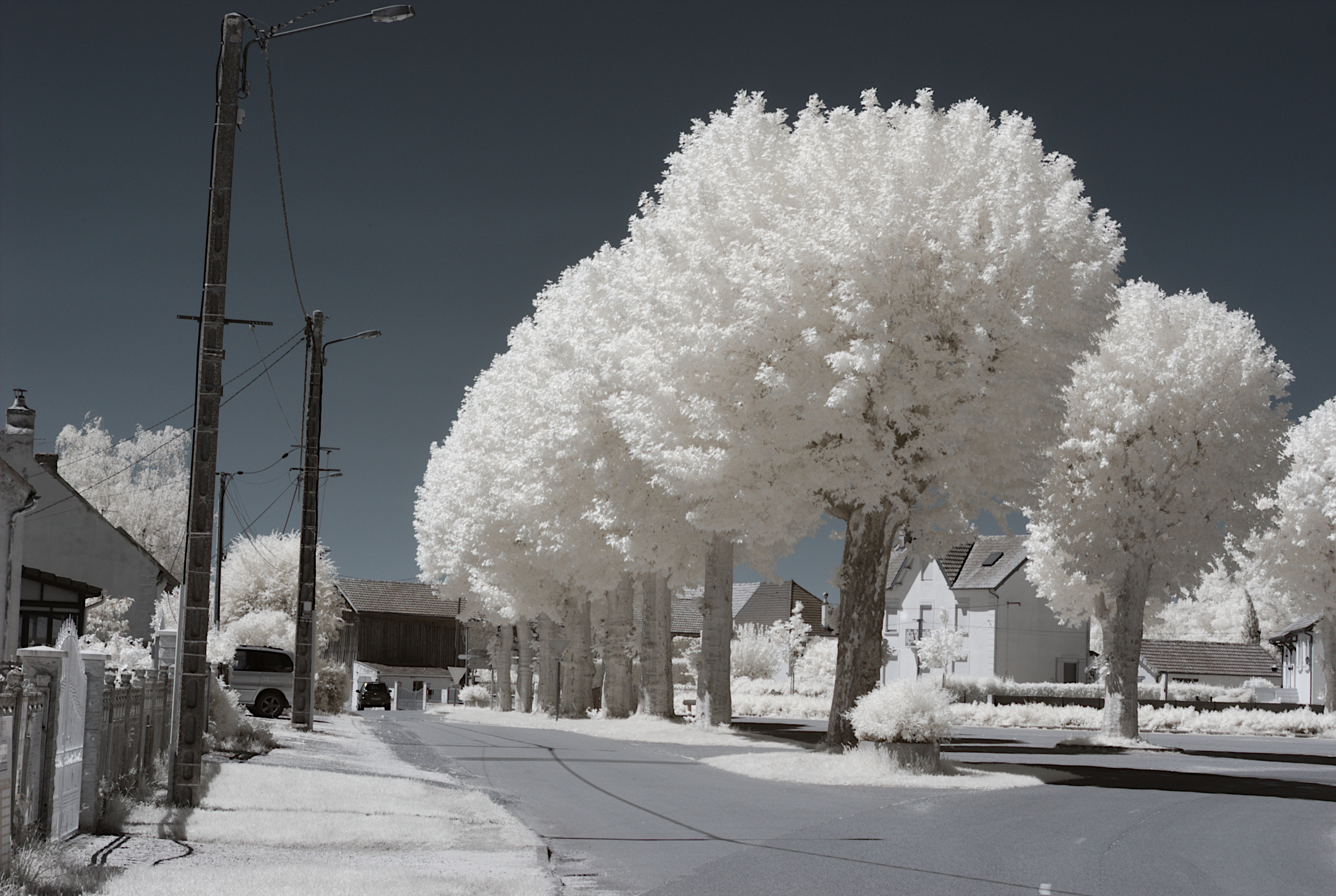
Place des Platanes en infrarouge
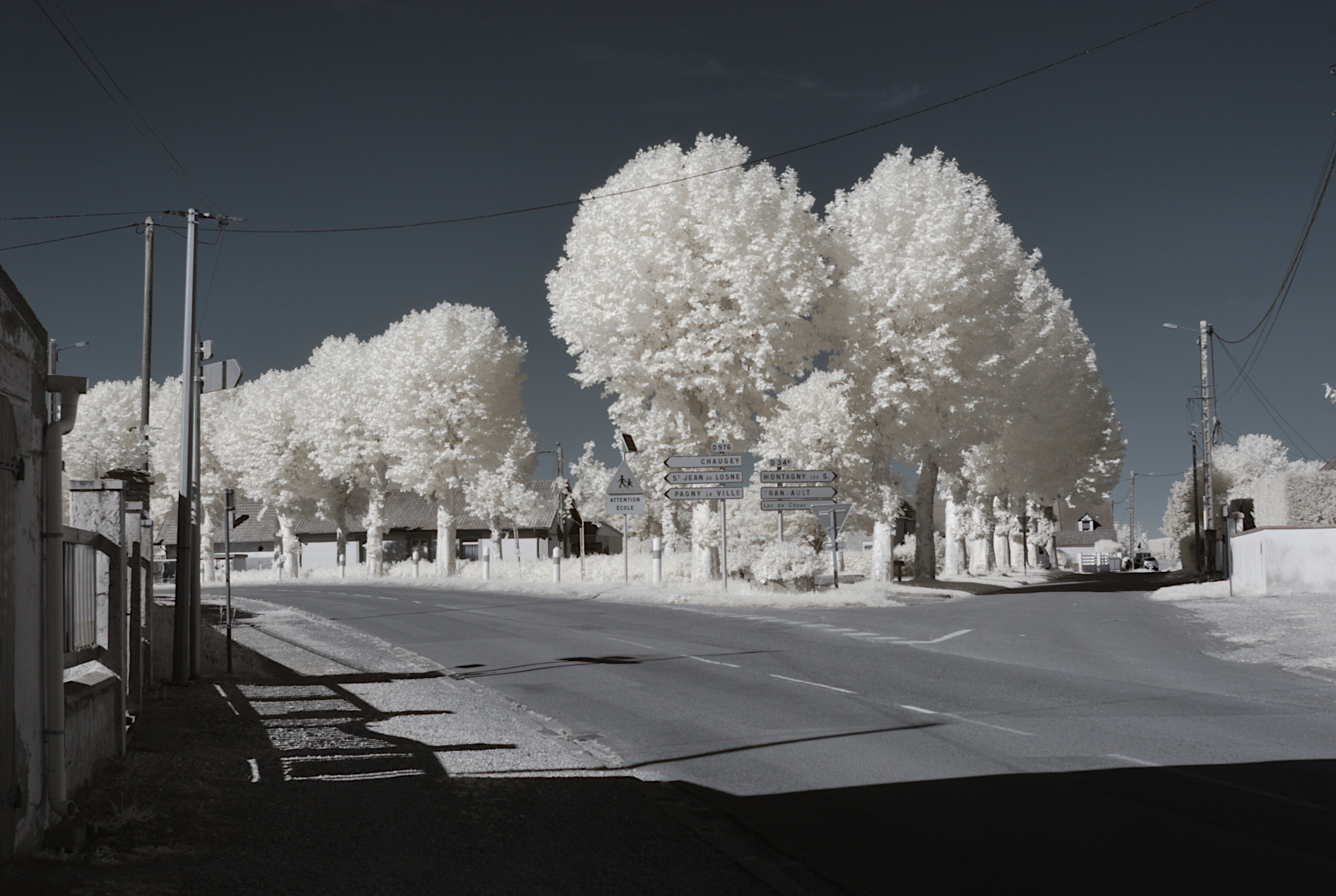
Place des Platanes en infrarouge
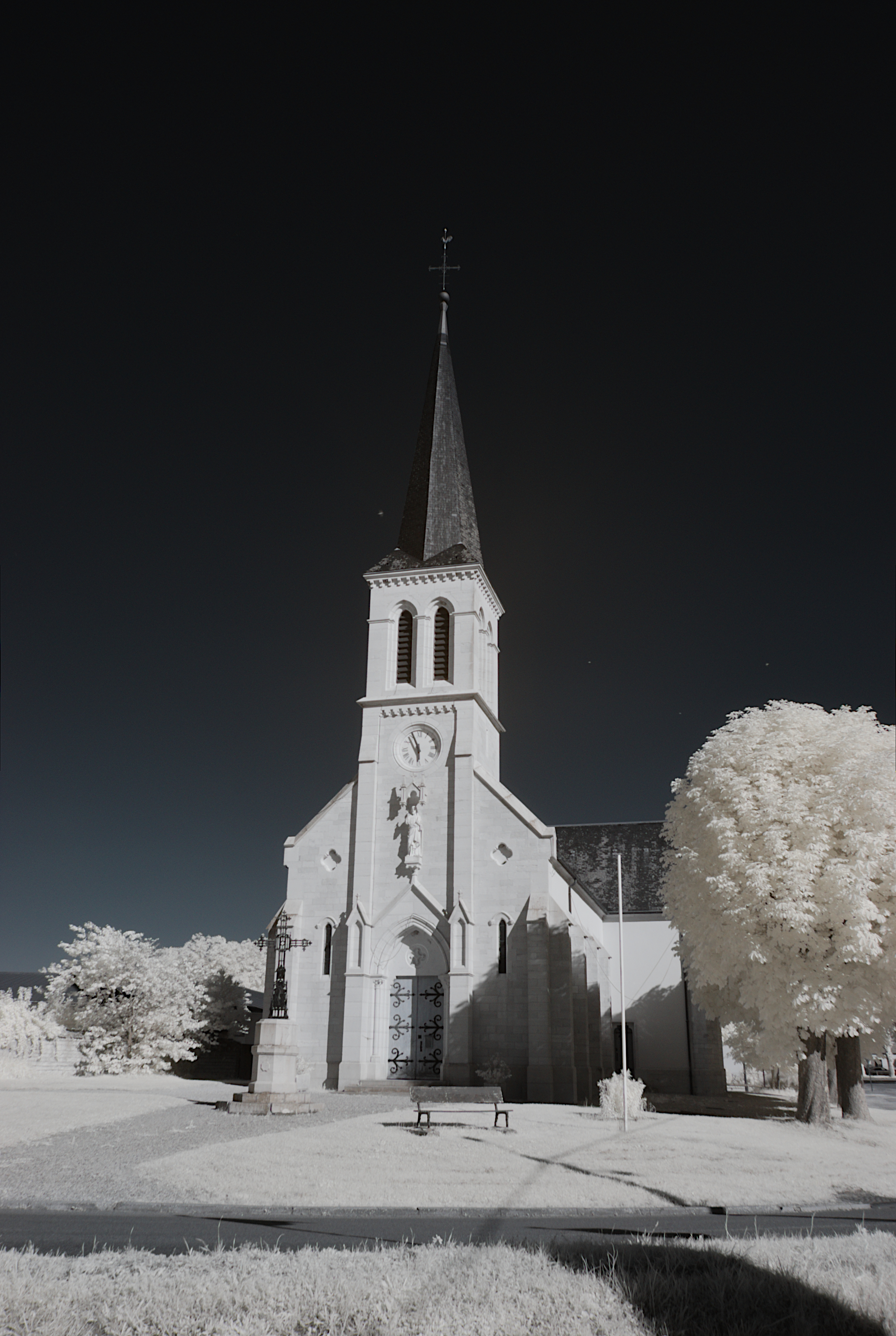
Église Saint-Antoine en infrarouge
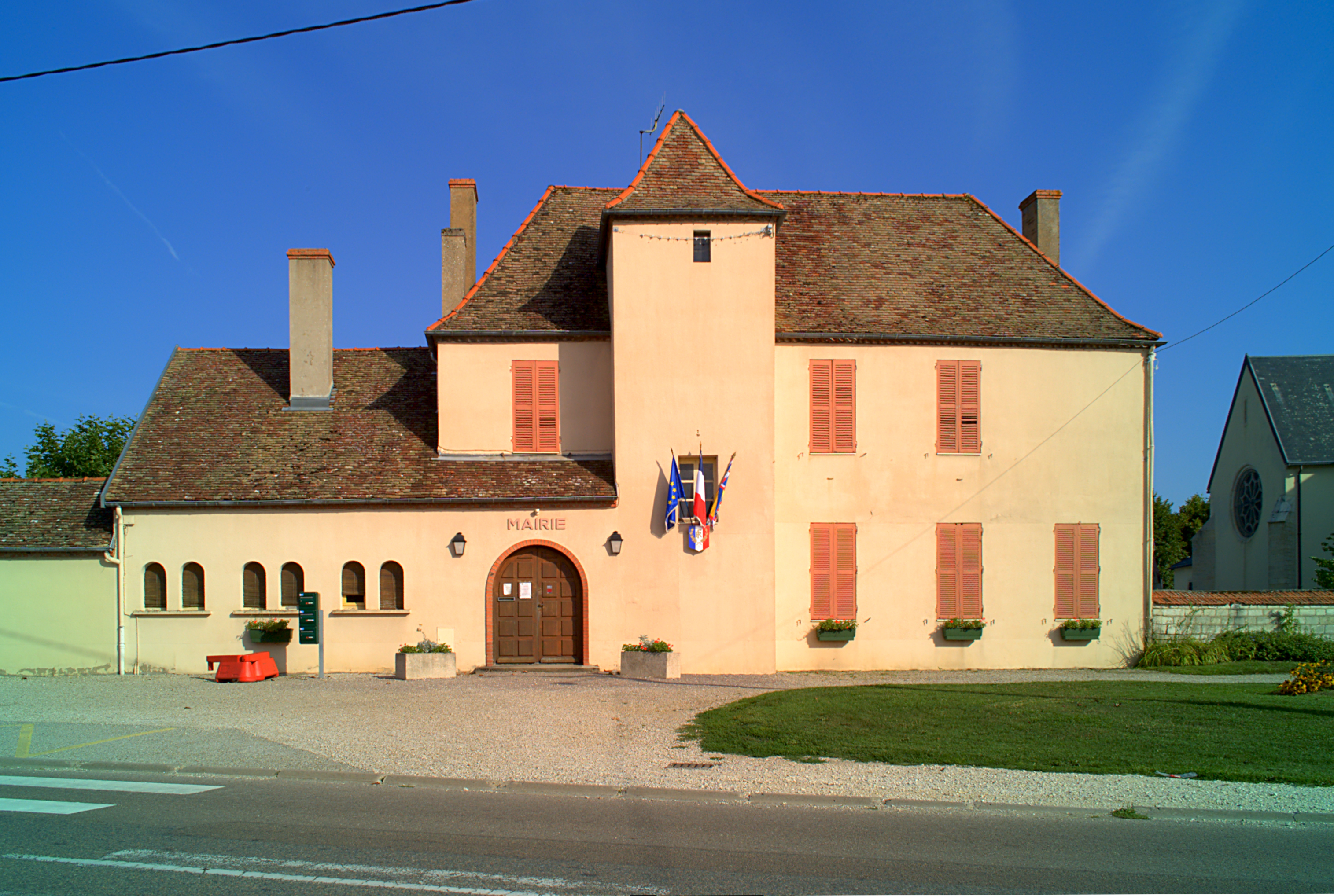
Mairie

### Personnalités liées à la commune
- Jean de Vienne, général et amiral de France (1341-1396), habita durant de longues années dans l'ancien château fort de Pagny-le-Château[Note 5].

#### Seigneurs
Au moins depuis les XIe – XIIe siècles, Pagny, Pouilly-sur-Saône et Seurre avec la Motte-Saint-Georges (quartier sud de Seurre), constituent un complexe féodal, un groupe de seigneuries liées, sises sur la Saône à mi-chemin entre Beaune et Dole, qu'Eglantine (de Pouilly) apporte vers 1170 à son mari Philippe (Ier) de Neublans (de la branche cadette de cette puissante Maison). Leurs fils ont Pagny : Hugues (II), et Guillaume de Neublans qui épouse Flore d'Antigny, d'où : leur fils cadet Philippe continue les sires d'Antigny ; alors que leur fils aîné Hugues III de Neublans d'Antigny  poursuit les seigneuries saônoises, enrichies des biens apportés par sa femme Béatrice de Mâcon-Vienne (épousée en 1219 ; † vers 1235/1239 ; issue d'Étienne Ier Tête Hardie de Bourgogne), notamment Sainte-Croix, Lons en partie avec le bourg Saint-Désiré, Pymont et Mirebel.
- Le fils cadet d'Hugues III et Béatrice, Henri Ier de Neublans, comte de Vienne en 1247-1250 (Henri II), poursuit les sires de Ste-Croix tout en prenant le nom d'Antigny.
- son frère aîné, fils aîné d'Hugues III et Béatrice, Hugues IV de Neublans d'Antigny, † vers 1277, accède au comté de Vienne (1250-1263) et fonde la Maison de Vienne, tout en héritant des autres fiefs familiaux, dont Pagny (Pagny-le-Château et Pagny-la-Ville ; aussi orthographiés Paigny).
  - Le fils cadet d'Hugues IV et de sa femme Alix (Alais) de Faucogney, Jean, obtient Mirebel : d'où les seigneurs de Mirebel, Roulans, Montby, Clervans (dont l'amiral de Vienne), Listenois/Arc-en-Barrois,
  - son frère aîné Philippe Ier ou II, † 1303, hérite des autres biens, dont Pagny,
    - puis son fils cadet Jean de Vienne (Ier, seigneur de Pagny), † 1328, fils de sa 2e épouse Jeanne fille d'Aimon II de Genève (Jean avait pour frère Hugues (VI) de Vienne archevêque de Besançon en 1333-1355 ; et pour demi-frère aînée, fils de la première femme de Philippe Ier-II, Agnès de Chalon fille du comte Hugues  : Hugues V de Vienne, † 1316, seigneur de Seurre et Lons en partie, Pymont, Montmorot, dont les descendants auront aussi Ste-Croix : cf. Guillaume ; et par des mariages : Ruffey, Chevreaux, Antigny, Commarin ; et aussi Longwy en partie) ; x Comtesse de Neublans fille de Guillaume, d'où :
      - Philippe de Vienne (II ou III de Pagny), † 1353, x Jeanne de Chambly (fille de Pierre sire de Neaufles et de Torigni ; et d'Isabelle fille d'Hugues IV duc de Bourgogne et de Béatrice de Champagne-Navarre) ; parents de :
        - Hugues de Vienne (IV de Pagny), † 1374, x Henriette de Chalon-Auxerre, dame de Binans, fille de Jean II comte d'Auxerre et de Tonnerre ; parents de :
          - Jean de Vienne à la (grande ou longue) Barbe (II de Pagny), † 1436, x 1383 sans postérité Henriette de Vergy († 1427, fille de Guillaume II-III de Vergy seigneur de Mirebeau et Fontaine-Française, et de Jeanne de Montfaucon-Montbéliard ; veuve de Jean II de Longwy (-Neublans) seigneur de Rahon, dont : Mathée/Mathieu III de Longwy/Longvy, seigneur de Givry et Rahon, x 1396 Bonne de La Trémoille, fille de Guillaume seigneur d'Uchon et Bourbon-Lancy et sœur de Guy de La Trémoille — comte de Joigny et sire d'Antigny par sa femme la comtesse Marguerite, fille de Miles II de Noyers comte de Joigny ; < parents de Jean III de Longwy de Givry ci-dessous),
          - son frère Henri de Vienne, † 1429, est seigneur de Neublans, x Jeanne de Gouhenans, d'où :
            - Jean, † 1430, seigneur de Neublans, x 1405 Henriette de Gran(d)son-Pesmes fille de Jean Ier, d'où :
              - Gérard/Girard de Vienne (Ier de Pagny), † vers 1437 sans postérité, hérite Pagny et Binans de son grand-oncle Jean II à la Barbe,
              - et sa sœur Jeanne de Vienne, † 1472, x 1456 Jean III de Longwy seigneur de Givry/Gevry, † 1462, petit-fils du premier mariage d'Henriette de Vergy avec Jean II de Longwy, ci-dessus ; d'où :
                - Gérard de Longwy (II de Pagny), x 1465 Jeanne fille de Thiébaud IX de Neufchâtel, sans postérité,
                - Jean de Longwy, x 1475 Philiberte fille de Pierre de Bauffremont sire de Charny et de Marie de Bourgogne (fille naturelle de Philippe le Bon), sans postérité,
                - Étienne de Longvy, évêque de Mâcon en 1485-1510,
                - et Philippe de Longwy (III ou IV de Pagny), seigneur de Pagny, Givry/Gevry et Longepierre, Binans, Neublans, x 1481 Jeanne de Bauffremont dame de Mirebeau et Fontaine-Française (sœur de Philiberte ci-dessus, et sœur aussi d'Antoinette de Bauffremont comtesse de Charny ; cette dernière x Antoine de Luxembourg-Ligny comte de Roussy et de Brienne, d'où Philiberte de Luxembourg-Brienne, qui épouse Jean IV de Chalon-Arlay prince d'Orange : parents de Claude — mère de René de Chalon — et de Philibert de Chalon ; extinction de cette branche en 1544), d'où :
                  - le cardinal de Givry, Claude de Longvy (1481-1561), évêque de Mâcon, Langres, Poitiers, Périgueux, Amiens,
                  - et Jean (IV) de Longwy, x Jeanne d'Angoulême (Maison capétienne de Valois, branche d'Orléans-Angoulême), fille de Charles et sœur naturelle du roi François Ier, parents de :
                    - Jacqueline de Longwy († 1561), x Louis III le Bon, duc de Montpensier : d'où une postérité exceptionnelle,
                    - et sa sœur Françoise de Longwy, comtesse de Charny et de Buzançais, dame de Pagny, de Mirebeau et de Fontaine-Française, qui épouse en 1526 Philippe Chabot dit l'amiral de Brion (1492-1543), seigneur de Jarnac et d'Aspremont, d'où :
                      - Léonor Chabot, † 1597, comte de Charny et Buzançais, baron de Pagny et Gevry (Mirebeau et Fontaine-Française vont à son frère cadet François Chabot de Lugny), marié en deuxièmes noces à Françoise de Rye, dame de Longwy en partie (le Bourg Dessus sans doute), Rahon, Binans, Montaigu, fille unique de Joachim seigneur de Rye et d'Antoinette de Longwy - nièce de Jean IV ci-dessus : cf. Neublans - d'où :
                        - Marguerite Chabot (1565-1652), comtesse de Charny et dame de Pagny, mariée en 1583 à Charles de Lorraine-Guise, duc d'Elbeuf (1556-1605), d'où postérité :
                          - Charles II de Lorraine-Guise, duc d'Elbeuf (1596-1657) : il reçoit Pagny ; mari en 1619 de Catherine-Henriette de Bourbon (1596-1663), dite Mademoiselle de Vendôme, fille légitimée du roi Henri IV et de Gabrielle d'Estrées ; parents, entre autres enfants,
                            - du duc Charles III,
                            - et de Marie-Marguerite-Ignace de Lorraine (1628-1679), dite Mademoiselle d'Elbeuf, qui hérite de Pagny et de Rahon

                          - le frère de Charles II, Henri Cadet la Perle (né à Pagny le 20 mars 1601, † 1666 ; comte d'Harcourt, d'Armagnac, de Charny et de Brionne, vicomte de Marsan, de Pagny et de Neublans, baron de Binans, seigneur de Montaigu en partie) est père de Louis, 1641-1718.

Avec ces princes de la Maison de Lorraine-Elbeuf se termine la lignée héréditaire des sires/barons de Pagny, commencée six siècles plus tôt environ. En effet, Louis XIV achète Pagny en 1675 à sa cousine germaine Marie-Marguerite-Ignace (deux petits-enfants du Vert-Galant !), pour le donner à son fils naturel Louis comte de Vermandois (1667-1683), fils de la duchesse Louise de La Vallière, et ensuite à la sœur de ce dernier, Marie-Anne (1666-1739), dite la première Mademoiselle de Blois, épouse sans postérité de Louis-Armand Ier de Bourbon-Conti.
Ensuite, les ducs de La Vallière, issus de Jean-François de La Baume Le Blanc (1642-1676 ; frère de Louise de La Vallière), assument Pagny : Louis-César de La Baume Le Blanc duc de La Vallière (1708-1680, petit-neveu de la duchesse Louise ; x 1732 Anne-Julie-Françoise de Crussol d'Uzès, fille de Jean-Charles duc d'Uzès et sœur du duc Charles-Emmanuel), puis sa fille Adrienne-Émilie-Félicité de La Baume Le Blanc de la Vallière (1740-1812 ; x 1756 Louis-Gaucher duc de Châtillon, branche de Porcéan/Porcien), dont la fille aînée Amable-Émilie de Châtillon (1761-1840 ; x 1777 son cousin issu de germain Marie-François-Emmanuel de Crussol duc d'Uzès, 1756-1843 ; postérité) hérite du domaine de Pagny qu'elle transmet aux Crussol d'Uzès : cf. son fils Adrien-François-Emmanuel (1778-1837), père du duc Armand-Géraud-Victurnien (1808-1872)…

### Héraldique
| Blason de Pagny-le-Château | Blason  | D'or à l'aigle bicéphale de gueules, au chef d'azur chargé de trois chabots aussi d'or. |
| Blason de Pagny-le-Château | Détails | Le statut officiel du blason reste à déterminer.                                        |

## Pour approfondir